# إدي ألين
إدي ألين (بالإنجليزية: Eddie Allen)‏ هو عازف جاز أمريكي، ولد في 12 يوليو 1957 في ميلواكي في الولايات المتحدة.

## وصلات خارجية
- إدي ألين على موقع ميوزك برينز (الإنجليزية)
- إدي ألين على موقع أول ميوزيك (الإنجليزية)
- إدي ألين على موقع ديسكوغز (الإنجليزية)